# Ray Wilson
Ramon "Ray" Wilson, född 17 december 1934 i Shirebrook i Derbyshire, död 15 maj 2018, var en engelsk fotbollsspelare.
Wilson var vänsterback i Englands världsmästarlag 1966. Han inledde den professionella karriären i Huddersfield Town 1955 och fortsatte i Everton 1964, där han var med om att vinna FA-cupen 1966. En knäskada satte stopp för landslagskarriären 1968. Wilson avslutade karriären 1971 efter två säsonger i Oldham Athletic.

## Meriter
- FA-cupen 1966
- 63 landskamper/0 mål
  - VM 1962, 1966
    - VM-guld 1966

  - EM 1968